# Samuel Sheinbein
Samuel Sheinbein (25 de julio de 1980 - 23 de febrero de 2014) fue un asesino convicto estadounidense-israelí. El 16 de septiembre de 1997, Sheinbein y un excompañero de clase, Aaron Benjamin Needle, en el E. Smith Jewish Day School Charles, mataron a Alfredo Enrique Tello, Jr. luego desmembraron y quemaron su cuerpo en Aspen Hill, Maryland. Sheinbein huyó a Israel, donde fue elegible para la ciudadanía, y se las arregló para evitar la extradición a los Estados Unidos sobre la base de una ley que prohíbe la extradición de nacionales israelíes de Israel. Sheinbein, cuyo caso tensa las relaciones entre Estados Unidos e Israel, fue condenado a 24 años de prisión por un tribunal israelí. El caso de Sheinbein impulsó una reforma de la ley de extradición de Israel.
En 2014, Sheinbein murió en un tiroteo con la policía después de que él abrió fuego contra los guardias y participó en un enfrentamiento con las autoridades.

## Enfrentamiento y muerte
El 23 de febrero de 2014, Sheinbein fue asesinado en un tiroteo en la prisión Rimonim. El incidente comenzó cuando Sheinbein, que estaba siendo trasladado de una celda a otra, hizo una parada al baño, luego sacó una pistola y disparó a los dos guardias que lo escoltaban, hiriendo gravemente a ellos. Luego se atrincheró en el baño. Una unidad especial de la policía en ese momento fue llamada, y un enfrentamiento se produjo, con la policía intentando negociar con Sheinbein. Después de una hora, Sheinbein abrió fuego contra la policía tomando posiciones alrededor de la sala, hiriendo levemente a un oficial. Los policías respondieron a los disparos, hiriendo fatalmente a Sheinbein. A pesar de la atención médica, Sheinbein murió poco después. Las autoridades están investigando el tiroteo, y aún no se sabe cómo Sheinbein adquirió el arma.